# État régional
Un État régional (anglais : regional state), ou État régionalisé, est une forme d'État intermédiaire entre l'État unitaire (centralisé) et l'État fédéral.

## Concept
Le concept de régionalisation peut recouvrir trois réalités : la conduite de la politique économique, le mode d'interventions de l'État dans les territoires, et l'organisation des pouvoirs locaux au niveau d'un territoire régional.
Un État unitaire peut être : concentré (tout est décidé au niveau central), déconcentré (il existe des représentants de l’État au niveau local) et/ou décentralisé (il existe des autorités administratives distinctes de l’État au niveau local).
Ainsi, la France est un État à la fois déconcentré (préfets, recteurs d'académie) et décentralisé (communes, départements, régions).
Dans un État régional, ou régionalisé, des autorités régionales décentralisées bénéficient de certaines compétences normatives et politiques, sous le contrôle de l’État. Ces compétences peuvent être d’ordre réglementaire ou législatif.
L'État régional est une situation intermédiaire : il n'est pas un État unitaire, car ses régions exercent bien plus de compétences que les administrations locales dans le cadre d'une décentralisation, mais pas non plus un État fédéral car l'autonomie des régions reste contrôlée par le niveau central.

## Union européenne
Trois formes d'État coexistent dans l'Union européenne (UE), selon les pays.

### État fédéral
L'Allemagne, la Belgique et l'Autriche sont des États fédéraux.

### État régional
L'Espagne et l'Italie sont des Etats régionaux, ainsi que le Royaume-Uni sorti de l'UE le 31 janvier 2020 ;
- Les 17 communautés autonomes d'Espagne ont des compétences variables.
- Parmi les 20 régions d'Italie, 5 ont une autonomie élargie.
- Le Royaume-Uni est formé de quatre pays ou nations constitutives (anglais : countries of the United Kingdom) : Angleterre, Pays de Galles, Écosse et Irlande du Nord.

### État unitaire
C’est le cas des autres États européens, dont la France. On remarquera que tous les autres grands états d’Europe de l’Ouest sont de type fédéral (Allemagne) ou régional (Espagne, Italie, ainsi que Royaume-Uni).